# Bangiales
A Bangiales a vörösmoszatok (Rhodophyta) Eurhodophytina csoportjának többsejtű kládja, a Bangiophyceae egyetlen tagja.

## Történet
A Bangialest Nägeli írta le 1847-ben, míg a Bangiophyceaet 1901-ben írta le A. Wettstein. Vitatott a Bangiophyceae kládon belül a Goniotrichalesbe sorolt Goniotrichum: ezt 1985-ben Michael J. Wynne morfológiai alapon az Erythrotrichia szinonimájaként írta le, majd 2007-ben Harald Kylin munkájának 50. évfordulója alkalmából Craig W. Schneiderrel együtt, mivel az Erythrotrichia nomen conservandum lett ekkorra, nomen rejiciendumként írta le, ekkorra a nemzetség a Bangiophyceae kládból az monotipikus csoport lett.
2004-ben G. W. Saunders és Hommersand létrehozták az Eurhodophytina ribocsoportot, melyet a Bangiales és a Florideophycidae alkotta kládként határoztak meg.
Korábban különböző életszakaszai különböző nemzetségekben szerepeltek – például a Porphyra fonalas életszakasza a Conchocelis.

## Morfológia
Fajai többsejtűek, sejtjeikben a Golgi-készülék az endoplazmatikus retikulumhoz és a mitokondriumhoz kapcsolódik. Karposporangiumai és spermatangiumai csoportokban alakulnak ki egymást követő merőleges osztódásokkal. Dugója egy kupakrétegből áll, és membránja nincs. Hajtásvastagsága 1 sejttől (Porphyra umbilicalis)
Sejtplazmája I-es típusú, szabálytalan alakú vezikulumokat tartalmaz, plasztisza tilakoidjai a stromában egyenlően oszlanak el, és nincs elektronsűrű részecskéje vagy ozmiofil lipidgömbje, pirenoidja van. Keményítője florideán, mely fekete elektronsűrű szemcsékként jelenik meg. Centrióluma nincs.
Gametofitonja mannán-xilán-, míg sporofitonja cellulózalapú sejtfalú. Kérget nem képez.

## Élőhely
Többnyire tengerekben él.

## Életciklus
Életciklusa kétszakaszos, és heteromorf: gametofitonja eleinte egy-, majd diffúz növekedéssel többsorozatú vagy levélképző, míg sporofitonja fonalas. Általában termékeny sejtsorokban konchospórákat képez.

## Ökológia
Planctomycetes-fajok élhetnek hajtásain, különböző fehérjéket (például szulfatázokat, glikozid-hidrolázokat vagy poliszacharid-liázokat termelve, ezenkívül élhetnek rajta Bacteroidetes-, Pseudomonadota-, Chloroflexi-, Actinobacteria-, Deinococcota-, Firmicutes- és TM7-fajok is.
Egy kloroplasztiszvírusa zöld foltosságot okozhat Pyropia- és Porphyra-fajokban, és befolyásolhatja életciklusát is. Ez feltehetően dsRNS-vírus.

## Genetika
Csak néhány, a vörösmoszatokban univerzális sejtvázmotor-kinezin található benne, dineinje és miozinja nincs, így sejtváza egyszerű, mely megmagyarázhatja, miért kisebbek a vörösmoszatok és sejtjeik a legtöbb többsejtűnél. A Bangiales stressztűrő képességét magyarázhatják a hidrofil galaktángazdag sejtfal szulfatálására képes ősi enzimek, a vörös és zöld növények különválása előtt kialakult mannánszintézis és a jelentős tápanyagfelvételi képesség.
A többi vörösmoszathoz hasonlóan nem találhatók meg benne egyes glikozilfoszfatidilinozit-horgony-bioszintézis-úthoz, autofágiához kapcsolódó és ostorfehérjék. A Porphyra genomja 2 glikozil-hidroláz-gént tartalmaz, melyek feltehetően β-mannanázok, így a lemezek sejtfalaiban lévő mannánok felépítésére és lebontására is képes.
A Pyropia haitanensis és Neopyropia yezoensis teljes ptDNS-ét 2013-ban szekvenálták Wang et al. Utóbbi hossza 191 952 bp, GC-tartalma 66,88%.
A N. yezoensis magi DNS-e becslések szerint 108 Mbp hosszú, 48%-a ismétlődő elem – jobbára hosszú terminális ismétlődésű (LTR) retrotranszpozon. 12 855 gén van benne, ebből 24 lehetséges szénsav-anhidráz-homológ, mely a szénkoncentráló mechanizmus fontos eleme. E 24 génből 15 α-, 6 β-szénsav-anhidrázt kódol.

## Evolúció
A Bangiomorpha pubescens valószínűleg a Bangialesbe tartozó fonalas vörösmoszatfaj, mely mintegy 1047 millió évvel ezelőtt élhetett, és feltehetően az egyik legkorábbi ivarosan szaporodó faj lehetett. Miranda et al. 2013-as cikke szerint baktériumok tették lehetővé a vörösmoszatok növekedését.
A Haptista és a Cryptista plasztisza annak DNS-e alapján Florideophycidae és a Bangiophyceae közeli rokona – közelebbi, mint a Cyanidiophyceae kládé.

## Tenyészthetőség
Más vörösmoszatokhoz hasonlóan nehéz axén kultúrát előállítani belőle, mert hajtásai könnyen szétesnek.

## Jelentőség
A Porphyra umbilicalis magas tápanyagtartalmú – különösen fehérje-, vas- és jódtartalmú – vörösmoszat.
A nori korábbi feltételezések szerint jelentős kobalaminforrás lehetett: mintegy 4 g tartalmazza annak ajánlott beviteli értékét, azonban erről egy 2017-es elemzés kimutatta, hogy ennek nagy részét lebonthatja, vagy inaktív analógokká alakulhat szárítás és tárolás során. Emellett az elsősorban Pyropia- és Neopyropia-fajokból (például Neopyropia yezoensis és Pyropia tenera) előállított nori sok A-, C-vitamint, riboflavint és folsavat tartalmaz. Koreában tengeri farmokon termesztenek is Bangiales-fajokat.